# ناحية مركز فيق
ناحية مركز فيق إحدى نواحي سوريا تتبع إداريّاً لمحافظة القنيطرة منطقة فيق ومركزها بلدة فيق، بلغ تعداد سكان الناحية 1,947 نسمة حسب التعداد السكاني لعام 2004، غالبيّة أراضي ناحية مركز فيق محتلة من قبل إسرائيل منذ حرب 1967 ومعظم بلداتها وقراها مُدمّرة.

## تجمعات ناحية مركز فيق السكانية[2]
| التجمع السكاني | عدد السكان |
| -------------- | ---------- |
| صيدا           | 1,915      |
| رزانية صيدا    | 32         |